# Río Gandaki
El río Gandaki o Gandak (en hindi: गंडक नदी) (también conocido en el sur del Nepal como Narayani, en nepalí: कालीगण्डकी नदी), es uno de los ríos principales de Nepal y un afluente de la margen izquierda del río Ganges en la India. En Nepal el río se caracteriza por su profunda garganta a través del Himalaya y su enorme potencial hidroeléctrico. Tiene una longitud de 630 km y una cuenca de 46.300 km², la mayor parte en Nepal. Se encuentra entre dos sistemas similares, el del río Kosi, al este, y el del río Karnali, al oeste.

## Geografía
El río se llama a veces Sapta [siete] Gandaki debido a que son siete los afluentes que caen desde el Himalaya, o más al norte, a lo largo de la divisoria de las cuencas de los ríos Ganges y Brahmaputra. Estos siete ríos son: Daraudi, Seti, Madi, Kali, Marsyandi, Budhi y Trisuli.
El río Narayani como tal se forma en territorio nepalí, (concretamente en la zona de Terai, al sur del país), en la confluencia de los ríos Kali y Trisuli, que provienen de territorio chino.
El río adopta el nombre de Gandak cuando atraviesa la frontera india, a partir de la cual discurre en dirección sureste, atravesando la planicie Indo-Ganges. Finalmente, desemboca en el río Ganges, en las proximidades de la ciudad de Patna, tras un  recorrido de 630 km.

## Ciudades importantes
Las principales ciudades situadas a orillas del Narayani  en Nepal son Lo Manthang, Jomsom, Beni, Baglung, Kusma, Ridi, Devghat, Narayangarh, Valmikinagar y Triveni. El río también es la frontera oeste del parque nacional de Royal Chitwan.
Las ciudades importantes en la parte india son Bagaha, Bettia, Hajipur y Sonepur (también conocida como Harihar Kshetra), cerca de Patna.

## Parques nacionales
Parque nacional de Royal Chitwan

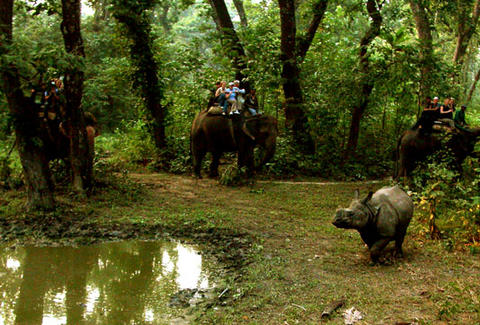
Elefantes y rinocerontes indios en el Parque Nacional de Chitwan.

El parque nacional de Royal Chitwan protege una superficie de 932 km², siendo el más antiguo de Nepal, constituido en el año 1973. Está situado al pie de la cordillera del Himalaya, en la zona de Terai.
El parque cuenta con un gran número de especies vegetales y animales, algunas de ellas seriamente amenazadas, como el tigre de Bengala o el rinoceronte indio (Rhinoceros unicornis).
Antes de la fundación del parque, el área donde se encuentra, conocida como el valle de Chitwan, era utilizada como zona de caza y no fue hasta 1951 cuando se prohibió esta práctica.
En el parque además, se pueden realizar diferentes actividades, como montar en canoa, rutas en elefante y tours guiados a través de la jungla.
Parque nacional Valmiki
El parque nacional de Valmiki cubre una superficie aproximada de 800 km², y representa la decimoctava reserva de tigres de la India en importancia. Se encuentra a 100 km de Bettiah, al norte del distrito Champarán oeste, haciendo frontera con Nepal.
Algunos de los animales que viven en este refugio son tigres, leopardos, osos, ciervos, cocodrilos, pavos, perdices, buceros y pitones. También es relevante la rica variedad de plantas que habitan el parque, se distinguen 7 tipos diferentes de bosque, donde viven 84 especies distintas de árboles, 32 de arbustos y 81 de herbáceas.